# Batalla de Bi
La batalla de Bi (chino: 邲之戰, pinyin: Bì zhī Zhàn) se libró durante el Período de Primavera y Otoño en 597 a. C., entre los principales estados de Chǔ y Jìn. Ocurriendo tres décadas y media después de la Batalla de Chengpu, donde Jin derrotó decisivamente a Chu, la batalla fue una gran victoria para Chu, cimentando la posición de su gobernante rey Zhuang como una potencia hegemónica entre los estados de la dinastía Zhou.

## Antecedentes
Los estados de Jin y Chu estaban entre los más poderosos de su tiempo, pero mientras Jin era considerado un estado de Zhou legítimo en términos de cultura y linaje, el estado de Chu - cuyo territorio abarcaba muchas culturas no chinas en medio del río Yangtze - fue considerado un estado medio civilizado en el mejor de los casos.
La rivalidad entre Jin y Chu finalmente llegó a un punto crítico con la decisiva derrota de Chu en la Batalla de Chengpu, donde el duque Wen de Jin se convirtió en hegemón entre los estados; después de la muerte del duque Wen, Chu intentó reafirmar su posición con las campañas del norte, pero la presencia de Zhao Dun como primer ministro de Jin los hizo reacios a arriesgarse al conflicto directo. Esta situación cambiaría drásticamente con la muerte de Zhao Dun en 601 a. C., así como la muerte del duque Cheng de Jin al año siguiente, seguida la del sucesor de Zhao, Xi Que (郤缺) en 598 a. C. El rey Zhuang hizo uso de la inestabilidad resultante entre los líderes de Jin, y dirigió personalmente una campaña hacia el norte.

## Campaña
El rey Zhuang atacó el estado de Zheng, que era un aliado de Jin, y obligó a Zheng a cambiar su lealtad a Chu. Mientras tanto, Xun Linfu, el nuevo comandante de los ejércitos Jin, lideró sus fuerzas para liberar a Zheng, solo para enterarse de la rendición de Zheng en el camino, mientras acampaba a lo largo de la orilla norte del río Amarillo. Esto creó una brecha entre los comandantes Jin, sobre si reunirse con las fuerzas Chu en la batalla.
Al mismo tiempo, los ejércitos de Chu se retiraron en 30 li y se retiraron, esperando la ofensiva de Jin.

## Batalla
Xun Linfu, después de enterarse del cambio de lealtad de Zheng, estuvo a favor de retirarse; sin embargo, su ayudante Xian Hu, sosteniendo que sería cobarde evitar la batalla como el estado hegemónico, condujo a sus propias tropas a través del río Amarillo sin instrucciones. Esto obligó al resto del ejército a seguir su ejemplo.
Mientras tanto, en el lado de Chu, el rey Zhuang se sintió intimidado por la presencia del ejército Jin; incluso su comandante Sunshu Ao estaba inicialmente a favor de la retirada. Wu Can, un comandante Chu, desaconsejó esto, y citó la inexperiencia de Xun Linfu como comandante supremo, la temeridad de Xian Hu como ayudante y el conflicto entre los comandantes de Jin. El rey Zhuang resolvió enfrentarse al ejército de Jin, aunque las negociaciones para una tregua continuaban entre los dos ejércitos.
La batalla comenzó solo cuando dos generales del ejército de Jin, insatisfechos por la vacilación de Xun Linfu, decidieron provocar a las fuerzas Chu. El rey Zhuang persiguió personalmente a los generales; Xun Linfu envió una fuerza para escoltar a los dos generales hasta las líneas de Jin, pero el polvo de esta fuerza de ayuda fue confundido como un avance general por parte del ejército de Jin. Temiendo que el rey pudiera ser cortado por el ejército, Sunshu Ao inmediatamente ordenó un avance general del ejército de Chu; este inesperado ataque abatió a las fuerzas de Jin, que luego colapsaron y fueron derrotadas.
El rey Zhuang, al ganar la batalla, llevó a sus generales a regar sus caballos desde el río Amarillo; una solicitud para perseguir y destruir a las fuerzas remanentes fue rechazada con el argumento de que, con la humillación en Chengpu vengado, no había necesidad de más masacre.
Los dos ejércitos son los siguientes:
Ejército Chu
- Rey Zhuang de Chu, primer ministro Sunshu Ao
- Ejército - General: Shen Yin
- Ejército - General: Zi Zhong
- Ejército - General: Zi Fan

Ejército Jin
- Ejército: Xun Linfu, ayudante: Xian Hu, médico: Zhao Shuo, Zhao Ying Qi
- Ejército: Shi Hui, ayudante: Xi Ke, médico: Gong Shuo, Han Chuan
- Ejército: Vizconde Zhuang de Zhao, ayudante:Luan Shu, médico: Xun Shou, Zhao Tong
- Major Han Jue